# 헬무트 크레머스
헬무트 크레머스(독일어: Helmut Kremers, 1949년 3월 24일, 노르트라인-베스트팔렌 주 묀헨글라트바흐 ~)는 독일의 전직 프로 축구 선수로, 현역 시절 측면 수비수로 활약했다. 그의 쌍둥이 형제 에르빈 크레머스도 독일 축구 국가대표 선수였고, 두 쌍둥이는 주전으로 같이 활약했다. 헬무트와 에르빈 크레머스는 분데스리가 역사 최초로 동시에 출전한 쌍둥이 선수들이다.

## 클럽 경력
1967년에 분데스리가의 묀헨글라트바흐 선수가 된 크레머스는 1970년에 하부 리그의 키커스 오펜바흐에서 DFB-포칼 첫 우승을 달성했다. 1971년, 그는 그의 쌍둥이 형제 에르빈과 샬케 04에 우승했고, 이듬해에 또다시 DFB-포칼을 들어올렸다. 측면 미드필더였던 그의 쌍둥이 형제와 달리, 헬무트 크레머스는 측면 수비수였고, 샬케 04와의 계약이 끝난 그는 1980-81 시즌에 2. 분데스리가의 로트-바이스 에센과 북미 축구 리그의 캘거리 부머스에서 1981년 몸담았다. 크레머스는 총 273번의 분데스리가 경기에서 50골을 기록했다. 크레머스 쌍둥이 형제는 3번의 국가대표팀 경기에서 동시에 출전했다: 하노버에서 1973년 열린 오스트리아전(4-0), 겔젠키르헨에서 1973년 열린 프랑스전(2-1), 그리고 도르트문트에서 1974년 열린 헝가리전(5-0). 1974년, 그는 안방에서 열린 월드컵에서 서독 선수단 일원으로 참가했지만, 한 경기도 출전하지 못했다. 그러나, 그는 서독의 월드컵 우승에 따라 다른 선수들과 마찬가지로 1974년 9월 23일에 은월계잎상을 받았다. 1981년 가을, 그는 메이저 인도어 사커 리그의 멤피스 아메리칸스에서 1년을 활약했다. 1982-83 시즌, 그는 오버리가 바덴-뷔르템부르크에 속한 쿠펜하임의 선수 겸 감독으로 하인츠 슈티켈의 바통을 이어받았다.

## 국가대표팀 경력
크레머스는 자국을 대표로 8경기 출전했는데, 가장 최근에 출전한 경기는 1975년 3월 12일에 잉글랜드에 패한 친선경기였다. 그의 쌍둥이 형제 에르빈 크레머스(15경기 출전)보다 출전 횟수가 적지만, 크레머스는 1974년 월드컵을 우승한 선수단 일원이었다. 에르빈 크레머스는 징계로 인해 이 대회에 참가하지 못했다.

## 수상
키커스 오펜바흐
- DFB-포칼: 1969-70

샬케 04
- DFB-포칼: 1971-72

서독
- 월드컵: 1974

## 은퇴 후
크레머스는 1989년부터 1993년까지 샬케 04의 감독진에 3번 활약했는데, 1989년과 1994년 9월 12일부터는 감독 대행으로 12월 6일까지 가장 최근의 회장 임기를 지냈다. 이 임기는 회의에서 있었던 일로 회자되었다: "우리가 도르트문트를 상대할 때, 우리는 유니폼을 교체하지 않았습니다." 그의 임기 후, 게르하르트 레베르크 후임 회장은 간부 교체와 함께 구단 조례를 개정했다. 2011년 12월, 그는 뒤스부르크 회장으로 출마했지만, 낙선했다.
크레머스는 현재 1992년에 스부르크에서 창립한 유한회사 이사이다.

## 기타
크레머스는 도매상 견습 과정을 수료했다. 1974년 5월, 그는 "합리적인 자", "실용주의자", "라인란트의 긍정적이기 보다 한자의 차분함을 발산하는 자"로 "자연스러움과 절제된 교만함"의 인물로 평가되었다. 그는 쌍둥이 형제 에르빈과 함께, 1974년에 "크레머 형제"로서 꿈의 소녀라는 곡으로 일약 독일 인기곡으로 떠올랐다. 크레머스 쌍둥이는 현역 시절에 한배를 탔고, 같이 디스코텍을 경영했다. 현역 시절, 헬무트 크레머스는 구단을 이적할 때 이적료를 없애야 한다는 데 긍정적으로 생각했는데, 이는 "노예 밀거래"와 같다고 생각했기 때문이었다고 덧붙였다.

## 참고 문헌
- Christian Karn, Reinhard Rehberg: Encyclopedia of German League Football. Player Encyclopedia 1963–1994. AGON Sportverlag, Kassel 2012. ISBN 978-3-89784-214-4, p. 279.
- Fritz Tauber: German national football player. Player statistics from A to Z. AGON Sportverlag, Kassel 2012, ISBN 978-3-89784-397-4, p. 69.